# Aneurisma
Un aneurisma (dal greco antico: ἀνεύρυσμα (anèurysma) = "dilatazione", da ἀνευρύνειν (aneurýnein) = "dilatare") è una dilatazione progressiva di un segmento vascolare che deve essere almeno pari al 50%, altrimenti si parla di ectasia, per quanto riguarda le arterie, o di varice, per quanto riguarda le vene. Gli aneurismi arteriosi si manifestano come dilatazioni pulsanti del vaso: la localizzazione più importante è a carico dell'aorta, nel 90% dei casi colpisce l'aorta addominale.
La causa principale è l'aterosclerosi. Il carattere di autentico pericolo giace nel rischio di rottura del segmento vascolare interessato con effetto di emorragia interna nell'organo da esso irrorato; tale evento, a seconda dell'importanza del vaso colpito, può risultare fatale.
Purtroppo spesso i casi di aneurisma, se non curati, degenerano progressivamente, seguendo il naturale effetto Venturi, secondo cui un fluido che perde velocità a causa dell'allargamento del lume, aumenta la sua pressione, premendo quindi le pareti del vaso verso l'esterno e peggiorando la situazione. Questa legge si applica anche nella situazione opposta, cioè quando un vaso sanguigno si restringe in modo anomalo. In questo caso si parla dell'equivalente effetto Bernoulli e quindi di stenosi.

## Storia

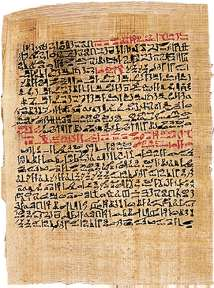
Una pagina del papiro Ebers

Da sempre gli esseri umani sono stati colpiti dagli aneurismi. Secondo lo storico della medicina Henry Sigerist gli antichi egizi del XIV secolo a.C. trattavano la condizione con terapie magiche e religiose seppur non avessero mai coniato un termine per identificarla. Una prima sommaria descrizione sembra sia contenuta nel celebre Papiro Ebers (risalente al 1550 a.C. circa) in cui l'aneurisma viene considerato una conseguenza di una lesione vascolare e si indica un trattamento chirurgico attraverso uno strumento che doveva essere precedentemente passato nel fuoco. I primi trattamenti di tale stato patologico si ritrovano in Antyllus nel II secolo d.C.
La prima definizione e descrizione scientifica è comunque generalmente attribuita al medico Galeno di Pergamo che fu in grado di distinguere tra pseudoanuerisma e dilatazione spontanea, che trattò tramite salasso. Siccome Galeno spesso si occupò di curare i gladiatori, si ritiene che egli ebbe modo di osservare diversi aneurismi di origine traumatica visibili all'esterno più facilmente rispetto a quelli non traumatici, più frequenti nella pratica moderna.

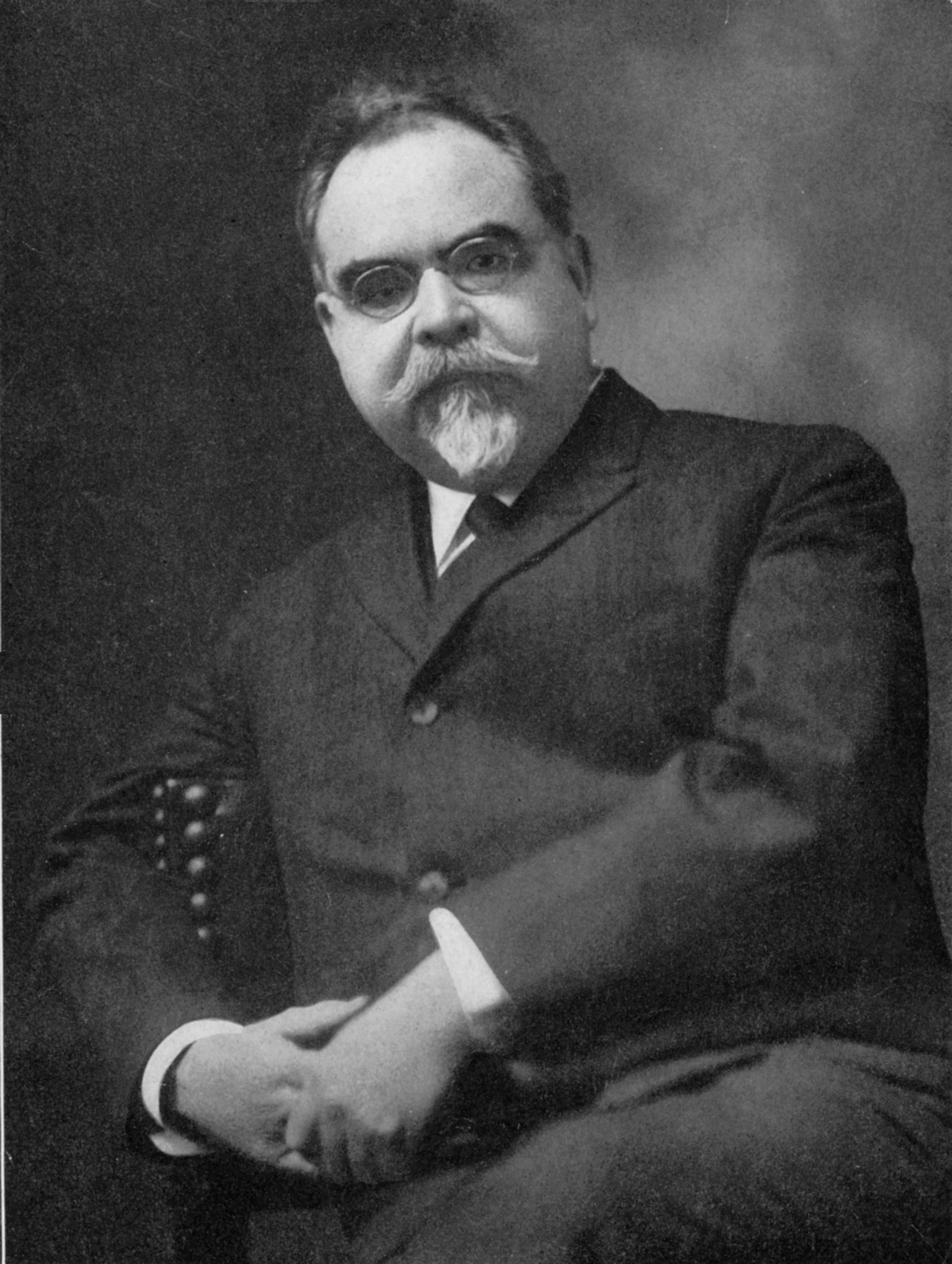
Rudolph Matas, nel 1888, creò l'endoaneurismografia

Da allora passarono molti secoli senza che si scoprisse nulla in più al riguardo, fino al 1542 quando Jean Fernel affermò che "nel torace, o intorno alla milza e al mesentere, è spesso osservabile un pulsare violento", mentre l'anno successivo Vesalio descrisse il primo aneurisma aortico addominale. Intorno alla metà del XVI secolo si considerava l'aneurisma causato dalla sifilide, ma non tutti concordarono promuovendo altre cause, tra cui l'"impetuosità del sangue". Nel 1728, nel libro De motu cordis et aneurysmatibus, Giovanni Maria Lancisi discusse delle varie possibili cause evidenziando che l'arteria doveva essere fortemente danneggiata prima di dilatarsi; venne inoltre proposto per la prima volta un difetto congenito come causa della condizione. Dopo il 1800 vennero inaugurate nuove metodiche curative: nel 1888 Rudolph Matas creò l'endoaneurismografia.
Ma fu solo a partire dal XX secolo, grazie alle nuove scoperte nel campo della chirurgia e dell'imaging biomedico che si assistette a un sostanziale progresso. Nel 1951, ci furono i primi trattamenti con aneurismectomia, arrivando nel 1990, grazie a Juan Carlos Parodi, al primo intervento di endoprotesi per il trattamento di un aneurisma dell'aorta addominale.

## Epidemiologia
La letteratura, fra tutti i tipi di aneurisma, ha dato più risalto alla forma che colpisce l'aorta addominale, la cui incidenza è di 38 casi su 100 000 persone. L'incidenza assoluta cambia a seconda dell'età che si considera: è del 5% se si considerano solo le persone con un'età superiore ai 65 anni. L'aneurisma cerebrale invece ha un'incidenza di circa il 4%, con circa 6 milioni di statunitensi che ne hanno uno e di cui tra il 10 e il 15% di essi con due o di più.
L'incidenza è legata sia al profilo genetico (anche se ancora non chiarita), sia al sesso (gli uomini mostrano maggiore probabilità rispetto alle donne di 8-10 casi).
Costituisce, come intuibile, un fattore di rischio essere parenti di primo grado di individui colpiti da simili eventi vascolari, arrivando anche a un 32% di probabilità di esserne colpiti, per quanto riguarda l'aorta addominale; in relazione all'aorta toracica, a parità di condizioni, la probabilità è invece del 19%.
Il rischio massimo di aneurisma viene raggiunto in momenti della vita diversi per i due sessi: mentre negli uomini l'incidenza è maggiore già nella metà del quinto decennio di vita, nelle donne l'età più a rischio parte dal settimo.

## Eziologia e fisiopatologia

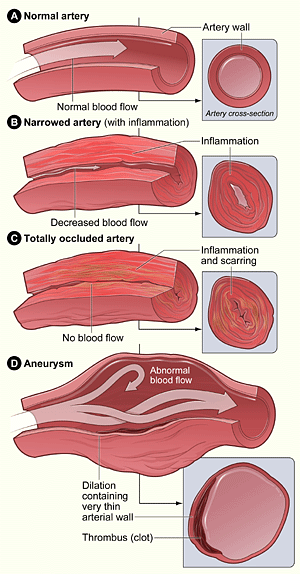
Formazione di un aneurisma a seguito di un'infiammazione di un vaso (vasculite). Si noti il progressivo indebolimento e il successivo rigonfiamento patologico del vaso. Il rischio è che questo, infine, possa rompersi

Un aneurisma è una condizione in cui una porzione della parete di un vaso sanguigno, nella stragrande maggioranze dei casi di un'arteria, si indebolisce tanto da permettere che si gonfi o si allarghi in modo anomalo, arrivando a rischiarne la rottura. Solitamente quando un'anomala dilatazione occorre a una vena, invece che a una arteria, viene considerata come una varicosi.
Gli aneurismi si formano per una varietà di cause, talvolta sconosciute e talvolta congenite, che possono interagire tra loro; vi contribuiscono, infatti, numerosi fattori compresi quelli in grado di influenzare la struttura della parete dei vasi sanguigni e il flusso del sangue che li attraversa. L'aterosclerosi è una della cause più frequenti dell'indebolimento della parete dei vasi, comportando così una maggiore probabilità di sviluppare un aneurisma. Anche l'ipertensione (elevata pressione sanguigna) può essere responsabile di un indebolimento, come può aumentare il rischio di rottura di un aneurisma già esistente. Inoltre, un'eccessiva pressione del sangue all'interno di un aneurisma in espansione può danneggiare i vasa vasorum, una rete di piccoli vasi sanguigni che irrorano le pareti dei grandi vasi sanguigni, come l'aorta, indebolendo ulteriormente la parete. Senza trattamento, questi aneurismi progrediscono in dimensione fino a rompersi.

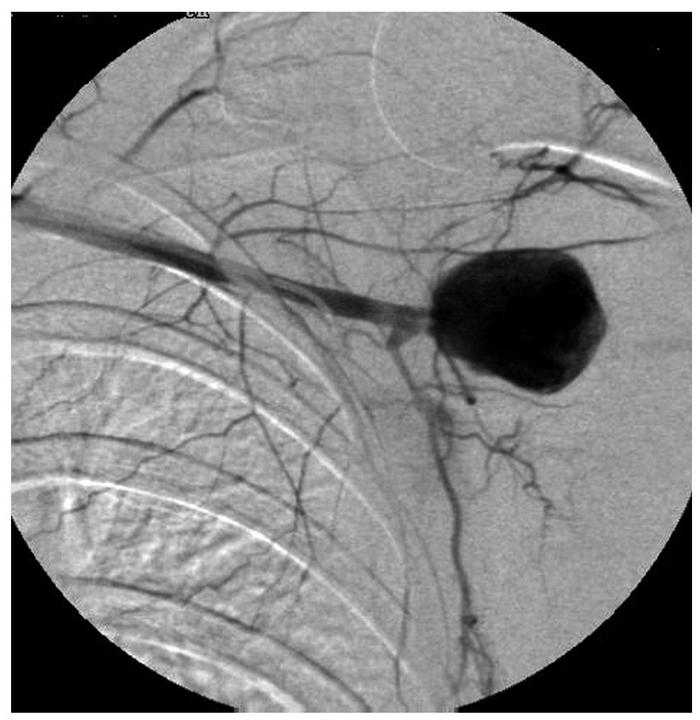
Aneurisma micotico dell'arteria ascellare

Un aneurisma micotico è un aneurisma causato da un processo infettivo che coinvolge la parete arteriosa. Un individuo con tale condizione presenta un'infezione batterica nella parete di un'arteria, con conseguente formazione di un aneurisma. Più frequentemente questo si riscontra nelle arterie dell'addome, della coscia, del collo e del braccio. Se un aneurisma micotico si rompe possono verificarsi sepsi o emorragie potenzialmente letali. Meno del 3% degli aneurismi dell'aorta addominale sono aneurismi micotici.
In generale, le infiammazioni croniche delle arterie, arterite, spesso dovute a una malattia autoimmune sottostante, possono danneggiare gravemente la parete vascolare e quindi essere di conseguenza causa di un aneurisma, o facilitare la rottura di uno già presente.
Il terzo stadio della sifilide, una malattia infettiva a prevalente trasmissione sessuale, tra le sue possibili manifestazione presenta anche l'aneurisma dell'aorta, dovuto alla perdita dei vasa vasorum nella tonaca avventizia.
Una limitata casistica di aneurismi è dovuta a una carenza di rame, che si traduce in una ridotta attività dell'enzima lisil ossidasi che compromette la funzione dell'elastina, una componente fondamentale della struttura delle pareti dei vasi, causandone l'assottigliamento.

### Fattori di rischio

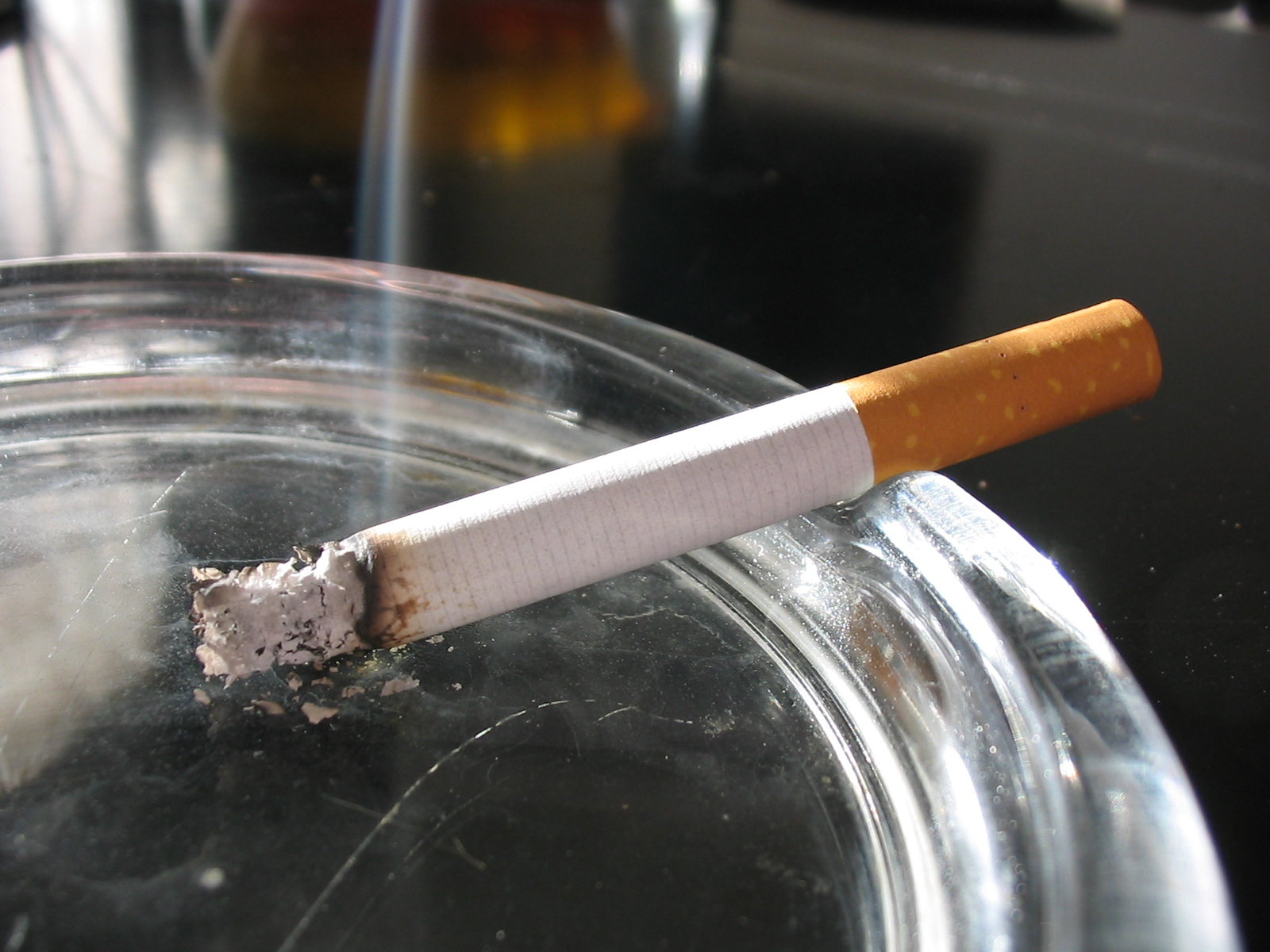
Il fumo è uno dei fattori di rischio per lo sviluppo di un aneurisma

Vi sono diversi fattori di rischio che possono favorire lo sviluppo di un aneurisma, tra cui la familiarità, il sesso maschile, un'età superiore ai 60 anni, soffrire di ipertensione arteriosa, di broncopneumopatie croniche ostruttive, di displasia fibromuscolare, di obesità, di diabete, di alcolismo, di ipercolesterolemia e il fumare. Per quanto riguarda i soli aneurismi cerebrali, avere una storia di emorragie subaracnoidee e presentare una malformazione artero-venosa, sono considerati anch'essi dei fattori di rischio.

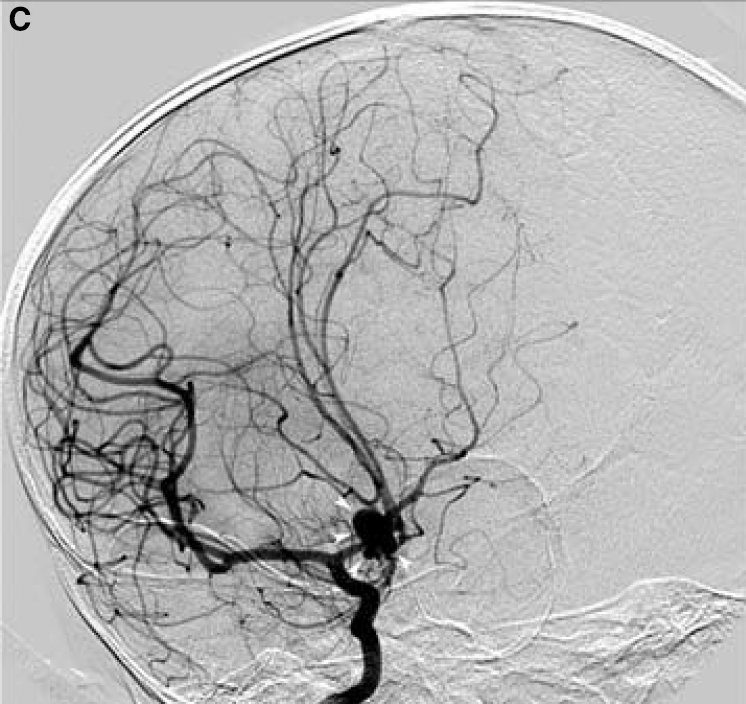
Angiografia cerebrale che conferma la presenza di un aneurisma dell'arteria cerebrale anteriore in un paziente con arterite di Takayasu

Per quanto riguarda l'aneurisma con eziologia infettiva, le condizioni che aumentano il rischio di sviluppo sono un'infezione di sifilide in uno stato avanzato (terzo stadio) con conseguente aortite sifilitica, la tubercolosi che può portare all'aneurisma di Rasmussen e le infezioni cerebrali che causano aneurismi intracranici infettivi. Una cronica infiammazione delle arterie, conosciuta come arterite cronica, spesso a eziologia autoimmune, può essere un fattore di rischio per la formazione e rottura di aneurismi. Tra le più frequenti sindromi che possono comportare ciò vi è l'arterite a cellule giganti e l'arterite di Takayasu; per quest'ultima è stata riscontrata la presenza di un aneurisma nel 20,4% dei pazienti che ne sono colpiti.
Una minoranza di aneurismi è associata a malattie genetiche, come quelli che coinvolgono l'arteria comunicante anteriore del circolo di Willis che sono associati alla malattia policistica renale autosomica dominante o gli aneurismi aortico toracici familiari e gli aneurismi cirsoidi legati alle malformazioni artero-venose congenite. I soggetti con sindrome di Marfan, una patologia autosomica dominante che colpisce il tessuto connettivo, presentano una probabilità maggiore di sviluppare un aneurisma aortico.

## Segni e sintomi
La presenza di un aneurisma può comportare il verificarsi di diversi segni e sintomi, che vanno da quelli legati alle complicanze potenzialmente letali dello shock ipovolemico, spesso dovuto alla rottura dell'arteria, a nessuna manifestazione tranne un solo segno casualmente visibile a seguito di un esame radiologico. I sintomi più comuni comunque dipendono dal sito dell'aneurisma. Nel caso di aneurisma cerebrale, i sintomi possono manifestarsi quando questo spinge su una struttura encefalica. Questi poi dipenderanno dalla sua eventuale rottura e talvolta se questo non accade la condizione potrebbe essere anche totalmente asintomatica. Nel caso di aneurisma integro, possono verificarsi sintomi quali: fatica, difficoltà di percezione, perdita dell'equilibrio, afasia, visione doppia. Quando, invece, si ha la rottura possono presentarsi i sintomi dell'emorragia subaracnoidea: forte mal di testa, cecità, diplopia, dolore al collo o rigidità, dolore sopra o dietro gli occhi.
Un aneurisma dell'aorta addominale è solitamente asintomatico, tanto che generalmente viene scoperto incidentalmente solo in seguito a indagini di imaging biomedico svolte per altri motivi. In rari casi possono causare mal di schiena o ischemia degli arti inferiori. L'eventuale rottura si manifesta con gravi segni di shock ipovolemico che spesso portano velocemente alla morte.
Gli aneurismi dell'arteria renale causano un danno che può portare alla formazione di coaguli che potranno andare a ostruire, parzialmente o completamente, l'arteria stessa. Ciò può causare ipertensione arteriosa, dolore al fianco, ematuria, nausea, vomito, fino a sviluppare un'insufficienza renale acuta.

## Classificazione

### Veri e falsi aneurismi

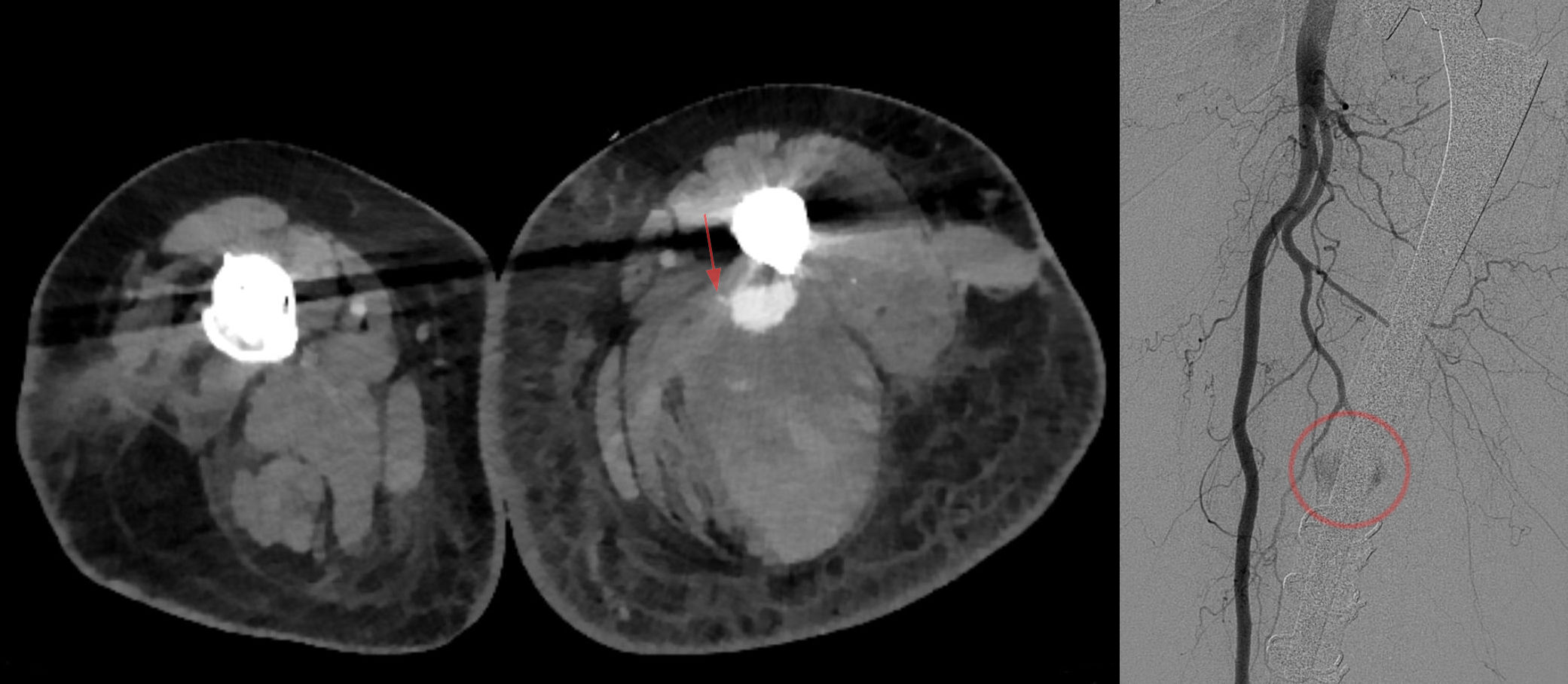
Uno pseudoaneurisma dell'arteria femorale profonda visto alla tomografia computerizzata (TC)

Un vero aneurisma è quello che coinvolge tutti e tre gli strati della parete di un'arteria (intima, media e avventizia). I veri aneurismi comprendono gli aneurismi aterosclerotici, sifilitici e congeniti, nonché aneurismi ventricolari che seguono infarti miocardici transmurali (gli aneurismi che coinvolgono tutti gli strati della parete attenuata del cuore sono considerati veri e propri aneurismi).
Un falso aneurisma, o pseudoaneurisma, è una raccolta di sangue che fuoriesce completamente da un'arteria o una vena, ma confinata vicino al vaso dal tessuto circostante. Questa cavità riempita di sangue alla fine coagula sufficientemente per sigillare la perdita o la rottura dal tessuto circostante.
Gli pseudoaneurismi possono essere causati da un trauma che perfora l'arteria, come ferite da coltello e da proiettile, a seguito di procedure chirurgiche percutanee come l'angiografia coronarica o un innesto arterioso, o uso di un'arteria per iniezione.

### Morfologia
Gli aneurismi possono essere classificati anche in base alla loro forma e dimensione, a livello macroscopico, e quindi vengono descritti come sacculari o fusiformi. La forma di un aneurisma non è specifica per una data malattia. La dimensione della base o del collo è utile per determinare la possibilità di riuscita di un avvolgimento endovascolare.
Gli aneurismi sacculari sono di forma sferica e coinvolgono solo una parte della parete del vaso; hanno un diametro di dimensione variabile da 5 a 20 cm e spesso sono riempiti, parzialmente o completamente, da un trombo.
Gli aneurismi fusiformi possono variare sia nel diametro sia nella lunghezza; il diametro può arrivare fino a 20 cm. Spesso coinvolgono ampie porzioni dell'arco aortico ascendente e trasversale dell'aorta addominale o meno frequentemente delle arterie iliache.

### Dimensione
Gli aneurismi dell'aorta addominale vengono comunemente classificati in base alla loro dimensione e sintomatologia. Generalmente si parla di aneurisma quando si riscontra una porzione dell'aorta con un diametro maggiore di 3 centimetri, considerato che il diametro normale è di circa 2 centimetri, o maggiore del 50% rispetto al diametro riscontrabile in un individuo sano dello stesso sesso ed età. Se il diametro esterno supera i 5,5 cm, l'aneurisma è considerato grande. Per quanto riguarda l'arteria iliaca comune, si considera aneurismatica quando il suo diametro raggiunge o supera i 18 millimetri. Di seguito alcune tabelle riassuntive:
| Ectasia o lieve dilatazione | >2,0 cm e <3,0 cm |
| Moderata                    | 3,0 - 5,0 cm      |
| Larga o grave               | >5,0 o 5,5 cm     |

| Normale   | Diametro ≤12 mm        |
| Ectasia   | Diametro da 12 a 18 mm |
| Aneurisma | Diametro ≥18 mm        |

### Localizzazione

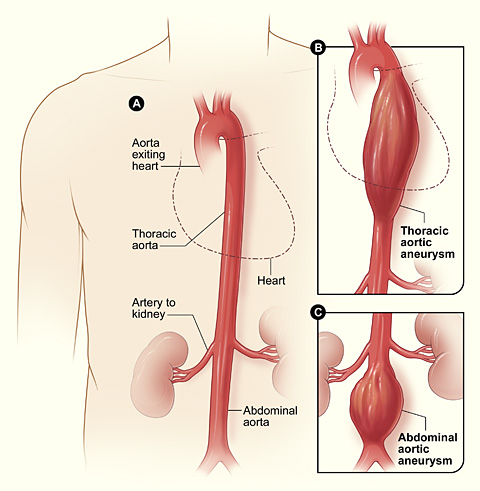
A: Aorta normale. B: Aneurisma dell'aorta toracica, situato dietro il cuore. C: Aneurisma dell'aorta addominale, situato sotto le arterie renali.

Gli aneurismi possono svilupparsi praticamente in tutti i vasi dell'organismo, con una netta prevalenza nelle arterie, per cui possono essere classificati in base alla loro localizzazione.
L'aneurisma aortico è uno dei più potenzialmente pericolosi per la vita e si può suddividere, in base al tratto dell'aorta interessato, in aneurisma dell'aorta addominale e aneurisma dell'aorta toracica, quest'ultimo meno comune. Viene anche menzionato l'aneurisma toracico-addominale, un'ampia forma di aneurisma (o formata da molteplici aneurismi) che si estende dal torace all'addome. Tra i rami dell'aorta è abbastanza comune l'aneurisma dell'arteria renale e lo stesso rene può accusare aneurismi intra-parenchimali. Il sistema vascolare del cuore può essere luogo dello sviluppo di aneurismi e in particolare è possibile riscontrare aneurismi delle arterie coronarie, dei ventricoli cardiaci e dei seni aortici. Nel sistema arterioso periferico è abbastanza comune, soprattutto nelle persone che presentano i fattori di rischio, l'aneurisma dell'arteria poplitea.

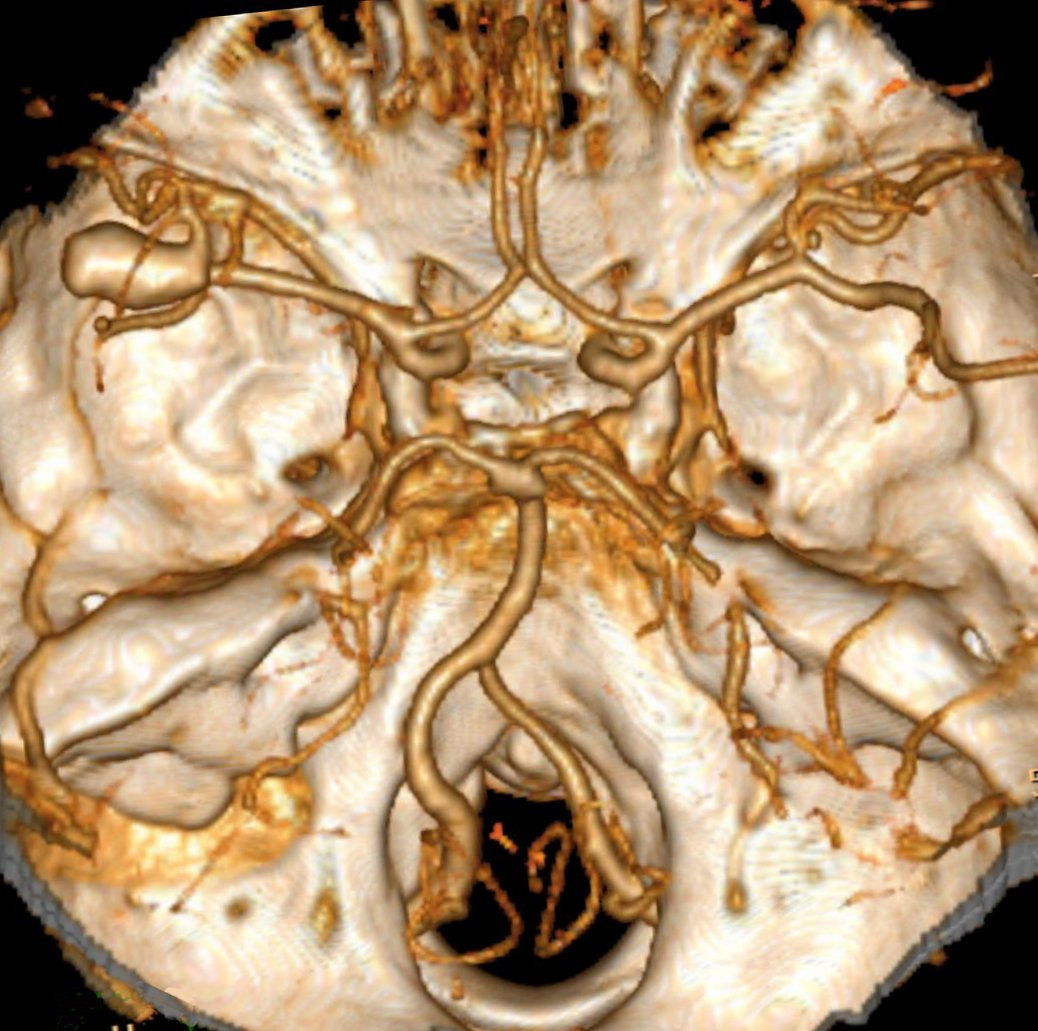
Un aneurisma cerebrale, precisamente dell'arteria cerebrale media, visto tramite tomografia computerizzata (TC)

Un aneurisma cerebrale può riguardare un vaso venoso o arterioso. È un disordine che coinvolge la struttura vascolare, con distruzione della lamina elastica interna, fibrosi della media e iperplasia intimale. Per la loro forma si distinguono in fusiformi, che coinvolgono uniformemente il tubo vasale deformandolo appunto come un fuso, e riguardano prevalentemente gli adulti (sono il 7% degli aneurismi cerebrali riscontrati e sono prossimali) e in sacculari (sacciformi) che sono invece il 90%, sono congeniti, e si localizzano alle diramazioni maggiori delle arterie più grandi e sono quelli che si rompono nello spazio subaracnoideo. La localizzazione più comune riguarda le arterie della base cranica, conosciute come Poligono o Circolo di Willis. Gli aneurismi cerebrali sono estremamente rari nella prima infanzia. L'emorragia subaracnoidea da rottura di aneurisma nell'infanzia è una diagnosi non comune anche perché la radiologia è di scarso aiuto (il vasospasmo associato al sanguinamento limita seriamente il flusso sanguigno e la conseguente visualizzazione della malformazione).
Gli aneurismi sacciformi integri interessano le grandi arterie della base dell'encefalo e si formano soprattutto in corrispondenza dei punti di biforcazione o di curvatura delle arterie; qui è infatti maggiore la forza esercitata dalla corrente ematica sulla parete del vaso. L'aneurisma sacciforme è tipicamente costituito da una porzione ristretta detta colletto, che collega il vaso originale a una cupola. Quello intracranico, il più frequente, è causato da un'anomalia congenita della parete arteriosa, che evolve lentamente formando una sorta di borsa.

## Diagnosi

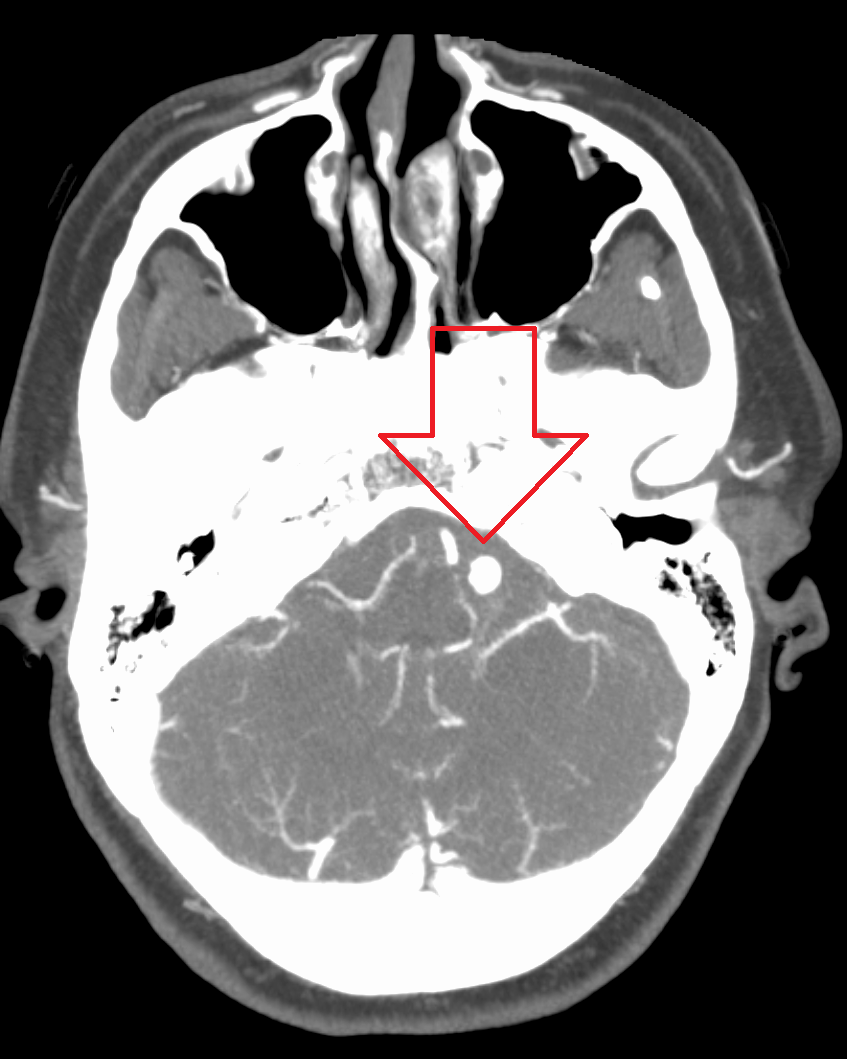
Rottura di un aneurisma dell'arteria vertebrale sinistra con conseguente emorragia subaracnoidea, vista mediante tomografia computerizzata con mezzo di contrasto

Spesso la scoperta di un aneurisma avviene accidentalmente in quanto l'evento inizialmente, non mostrando sintomi, può essere ignorato. Un primo sospetto diagnostico può essere formulato tramite esame obiettivo; in particolare gli aneurismi periferici possono essere riconosciuti tramite osservazione e palpazione, mentre quelli dell'aorta addominale possono essere rilevati solo mediante palpazione, tenendo conto che nelle persone con obesità questo è particolarmente difficile. Uno studio ha comunque dimostrato che l'esame obiettivo può essere utile nella diagnosi solamente in un ristretto numero di casi e deve essere considerato che non è solitamente in grado di rilevare altri tipi di aneurismi, come quelli cerebrali, dell'arco aortico o dell'arteria renale.
Per ottenere una diagnosi più precisa è necessario ricorrere all'imaging biomedico, considerato il metodo di elezione per lo studio di queste patologie. L'ecografia è una metodica non invasiva ed economica e può risultare utile per una prima ricerca e scoperta di un aneurisma, aiutando anche a valutare le dimensioni del danno. Frequentemente viene utilizzata come primo screening per gli individui asintomatici. La tomografia computerizzata (TC), con o senza mezzo di contrasto, è in grado di fornire un misurazione morfologicamente precisa e geometricamente riproducibile dell'aneurisma; inoltre permette di studiare la sua relazione con gli organi vicini, oltre ad avere la maggior risoluzione spaziale, capace di poter individuare anche sacche aneurismatiche molto piccole. Anche l'imaging a risonanza magnetica (grazie a sequenze MRA) riveste un ruolo importante nella diagnosi, in particolare per gli aneurismi intracranici, grazie alla sua elevata risoluzione di contrasto intrinseca permette di individuare eventuali formazioni aneurismatiche senza l'uso di mezzo di contrasto endovenoso con una buona risoluzione spaziale in grado anche di evidenziare dettagli molto piccoli. Infine, l'angiografia è considerata spesso la metodica di terzo livello più avanzata. Si tratta di una procedura invasiva che consiste nell'inserimento di un catetere, spesso nell'arteria femorale, fino a raggiungere la zona dove si sospetta l'aneurisma per poi iniettare attraverso di esso mezzo di contrasto iodato effettuando contemporaneamente un'esposizione radiografica al fine di osservare la morfologia del vaso e il flusso al suo interno. Questa metodica permette anche di intervenire contemporaneamente per trattare l'aneurisma stesso e pertanto viene spesso utilizzata in presenza di una diagnosi già formulata.

## Trattamento
Storicamente, il trattamento degli aneurismi arteriosi è stato limitato all'intervento chirurgico o alla vigile attesa in combinazione con il controllo della pressione arteriosa. Nel caso dell'aneurisma dell'aorta addominale (AAA) la decisione riguardo al trattamento non viene presa senza che vi sia un significativo rischio e quindi vi è un grande interesse nell'identificare approcci decisionali più avanzati che non si basino esclusivamente sul diametro dell'aneurisma stesso ma che comprendano altri dettagli geometrici o meccanici come lo spessore locale e lo stress delle pareti del vaso. A partire dalla fine del XX secolo sono state sviluppate tecniche endovascolari o minimamente invasive per il trattamento di molti tipi di aneurismi. Le clip per aneurisma vengono utilizzate per la procedura chirurgica conosciuta come "clipping" o "clippaggio".

### Aneurismi intracranici

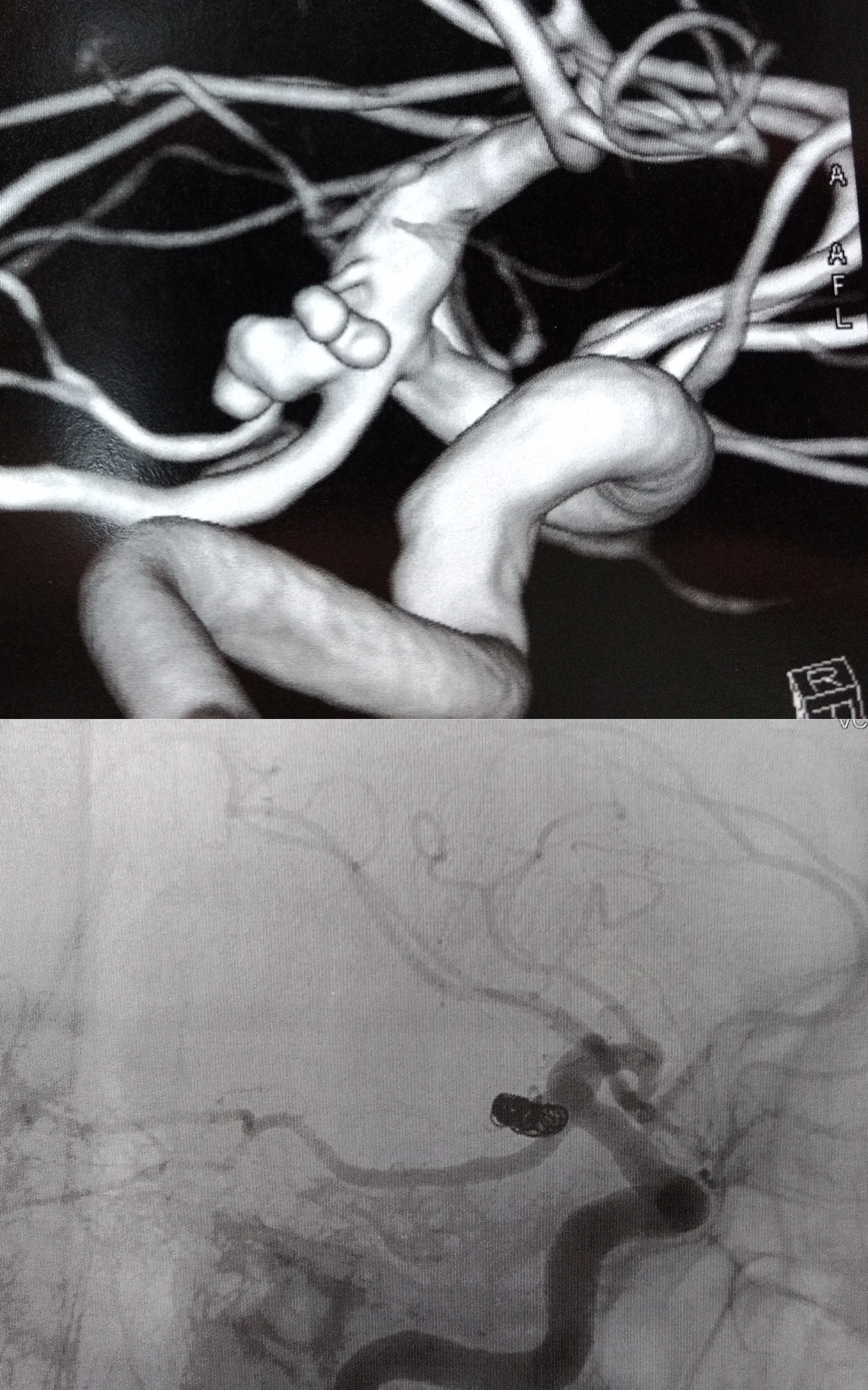
Embolizzazione di un aneurisma cerebrale

Esistono attualmente due opzioni per il trattamento degli aneurismi cerebrali: clipping chirurgico o avvolgimento endovascolare. Dagli inizi del XXI secolo vi è un dibattito nella letteratura medica su quale trattamento sia il più appropriato a seconda di determinate situazioni.
Il clipping chirurgico fu introdotto nel 1937 da Walter Dandy appartenente al Johns Hopkins Hospital e consiste nella pratica di una craniotomia al fine di esporre l'aneurisma per poi chiudere la base o il collo dell'aneurisma con una clip. Tale tecnica chirurgica è stata modificata e migliorata nel corso degli anni. L'avvolgimento endovascolare venne introdotto dal neurochirurgo italiano Guido Guglielmi all'Università della California nel 1989. Tale procedura consiste nell'inserire un catetere nell'arteria femorale (nell'inguine) per poi farlo attraversare l'aorta, le arterie cerebrali fino ad arrivare all'aneurisma stesso. Una volta raggiunto dei fili di platino iniziano una reazione di coagulazione all'interno dell'aneurisma che, in caso di successo, riempie la sacca aneurismatica prevenendone la rottura. La procedura viene conosciuta anche come embolizzazione.

### Aneurismi aortici e periferici
Per gli aneurismi aortici, per quelli nelle braccia o nelle gambe, il segmento vascolare indebolito può essere sostituito da un innesto a bypass, solitamente sintetico, che viene suturato al vaso. Al posto di cucire le estremità dell'innesto, rese rigide ed espandibili tramite un filo di Nitinol, queste possono essere facilmente inserite nel diametro ridotto nei monconi vascolari e quindi espanse fino al raggiungimento della dimensione più appropriata e fissate così permanentemente grazie a una legatura esterna. Nuovi dispositivi sono stati recentemente sviluppati per sostituire la legatura esterna con un anello espandibile che consenta l'uso nella dissezione dell'aorta ascendente, fornendo un'anastomosi ermetica (cioè non dipendente dall'integrità della coagulazione), facile, rapida ed estesa alla concavità dell'arco. Le tecniche endovascolari meno invasive consentono di inserire stent metallici coperti attraverso le arterie della gamba e di posizionarli nella zona dell'aneurisma ripristinando la struttura del vaso e prevenendone la rottura.

### Aneurismi dell'arteria renale
Gli aneurismi dell'arteria renale sono molto rari rappresentando solo lo 0,1-0,09% di tutti i casi di aneurismi; la loro rottura è ancora più rara. Negli aneurismi di dimensione inferiore ai 3 centimetri il trattamento conservativo con controllo della pressione arteriosa è l'opzione preferibile. Se si verificano sintomi o l'ingrossamento dell'aneurisma è necessario prendere in considerazione una riparazione secondo una procedura endovascolare o aperta. Le donne in gravidanza che accusano un elevato rischio di rottura che può raggiungere l'80% dei casi devono essere trattate chirurgicamente.

## Prognosi

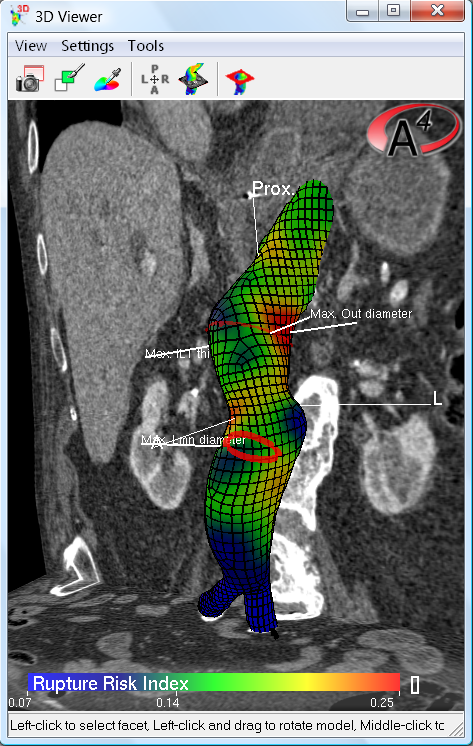
Software predittore del rischio biomeccanico di rottura di un aneurisma dell'aorta addominale

La prognosi degli aneurismi dipende dalla loro localizzazione e dalla loro probabilità di rompersi. Le persone con un aneurisma cerebrale integro presentano una probabilità di circa l'1% all'anno che questo si possa rompere, anche se coloro che hanno aneurismi considerati molto grandi (maggiori di 2,5 centimetri), accusano un rischio di molto maggiore. Tra i pazienti che vanno incontro a una rottura, solo circa il 60% sopravvive all'evento e tra questi si stima che il 66% presentino un deficit neurologico permanente.
Poiché l'eventuale rottura dell'aneurisma dell'aorta addominale comporterebbe quasi sicuramente la morte del paziente (80% circa, molti dei quali prima di giungere in ospedale), risulta fondamentale valutare con precisione il rischio che è correlato a diversi fattori e, in particolare, al diametro dell'aneurisma stesso. Per stimare tale probabilità, viene utilizzato il metodo degli elementi finiti il quale, tramite l'utilizzo di un apposito software in grado di analizzare le immagini ottenute tramite tomografia computerizzata, permette di ricavare il "picco di stress della parete" (PWS) e il "picco di rischio di rottura della parete" (PWRR) da cui poter formulare una prognosi accurata. Le probabilità di successo di un intervento chirurgico di prevenzione per la rottura, dipendono da vari fattori riguardanti sia l'aneurisma (tipo e posizione), sia il paziente stesso (presenza di altre patologie, come malattie cardiache e ai reni). Il trattamento degli aneurismi dell'arteria renale permette di ripristinare, seppur non completamente, la funzionalità renale.
Negli aneurismi periferici (dell'arteria renale, poplitea, femorale, carotidea,...) il rischio di rottura è assai basso, ma possono causare la formazione di coaguli che a loro volta possono portare all'arresto del flusso sanguigno. Se i tessuti o gli organi non ricevono sangue per un tempo prolungato, questi possono andare incontro alla necrosi (morte cellulare). Un intervento chirurgico o farmacologico può scongiurare questo rischio.

## Prevenzione e screening
Non sempre è possibile prevenire la formazione e la rottura di aneurismi, ma l'adozione di un corretto stile di vita può influire positivamente. Ad esempio, smettere di fumare può ridurre significativamente il rischio di sviluppare un aneurisma cerebrale. L'ipertensione può essere causa di indebolimento delle pareti dei vasi e del peggioramento degli aneurismi fino alla rottura, pertanto mantenere una pressione sanguigna corretta è una strategia fondamentale di prevenzione e ciò può essere fatto adottando una dieta sana con poco sale, moderare il consumo di bevande alcoliche, mantenere un peso corporeo adeguato, compiere una regolare attività fisica e ridurre l'assunzione di caffeina.
In caso si fosse a conoscenza della presenza di alcuni fattori di rischio che possano comportare maggiori probabilità di sviluppare un aneurisma aortico, può essere raccomandata l'esecuzione di un accurato screening, solitamente effettuato tramite uno studio di imaging biomedico come l'ecografia. Un riscontro tempestivo, infatti, può essere fondamentale per trattare precocemente un aneurisma tramite chirurgia con lo scopo di bloccarne la crescita e prevenirne la rottura.